# Sugar Rush
Sugar Rush (2005–2006) – brytyjski serial komediowo-obyczajowy.
Światowa premiera filmu miała miejsce 7 czerwca 2005 roku na antenie Channel 4. Ostatni odcinek serialu został wyemitowany 17 sierpnia 2006 roku.

## Obsada

### Główni
- Olivia Hallinan jako Kimberly Daniels
- Lenora Crichlow jako Maria "Sugar" Sweet
- Sara Stewart jako Stella Daniels
- Richard Lumsden jako Nathan Daniels
- Kurtis O'Brien jako Matt Daniels
- Sarah-Jane Potts jako Saint

### Pozostali
- Andrew Garfield jako Tom
- Laura Donnelly jako Beth
- Neil Jackson jako Dale
- Anna Wilson-Jones jako Anna
- Jalaal Hartley jako Mark Evans
- Thure Lindhardt jako Dimitri
- Jemima Rooper jako Montana